# Канал Гент — Тернезен
Гент — Тернезен (нід. Kanaal Gent-Terneuzen) — судноплавний канал у Бельгії і Нідерландах, що сполучає річку Шельду біля міста Гент (Бельгія) з її гирлом біля портового міста Тернезен (Нідерланди). Виритий 1828 року, реконструйований 1911 року. Довжина каналу становить 34 км, з яких територією Бельгії проходить 19,5 км. Глибина 8,75 м.

## Історія
Будівництво каналу було розпочато 1823 року з ініціативи короля Нідерландів Віллема І. В той час Бельгія і Нідерланди були в складі єдиної держави Об'єднаного королівства Нідерландів.